# Paris–Luxemburg 1968
Paris–Luxemburg 1968 war die 6. Austragung von Paris–Luxemburg, einem mehrtägigen Etappenrennen. Das Rennen wurde von Michele Dancelli vor Marino Basso und Felice Gimondi gewonnen.

## Teilnehmende Mannschaften
| Profi-Radsportteams (15)- Pelforth-Sauvage-Lejeune - Batavus-Alcina-Continental - Bic - Faema - Filotex - Flandria-De Clerck - Frimatic-de Gribaldy - Dr. Mann-Grundig - Mercier-BP-Hutchinson - Molteni - Peugeot-BP-Michelin - Salvarani - Smith's - Willem II-Gazelle - Pepsi-Cola |
| |

## Etappenübersicht
| Etappe      | Datum    | Etappenorte             | type           | Länge (km) | Etappensieger    | Gesamtführender  |
| ----------- | -------- | ----------------------- | -------------- | ---------- | ---------------- | ---------------- |
| 1. Etappe   | 22. Aug. | Compiègne – Maubeuge    |                | 215        | Michele Dancelli | Michele Dancelli |
| 2. Etappe   | 23. Aug. | Maubeuge – Lüttich      |                | 202        | Guido Reybrouck  | Michele Dancelli |
| 3. a Etappe | 24. Aug. | Barchon – Maastricht    | Teamzeitfahren | 40,5       | Faema            | Michele Dancelli |
| 3. b Etappe | 24. Aug. | Maastricht – Stadt Köln |                | 144        | Michel Bon       | Michele Dancelli |
| 4. Etappe   | 25. Aug. | Stadt Köln – Luxemburg  |                | 248        | Cyrille Guimard  | Michele Dancelli |

## Ergebnisse

### Gesamtwertung
| \| Gesamtwertung \| Gesamtwertung \| Gesamtwertung \| Gesamtwertung \| Gesamtwertung \| \| Fahrer \| Fahrer \| Land \| Team \| Zeit \| \| ------------- \| ---------------- \| ------------- \| --------------------- \| ---------------- \| \| 1. \| Michele Dancelli \| Italien \| Pepsi-Cola \| 20 h 36 min 08 s \| \| 2. \| Marino Basso \| Italien \| Molteni \| + 5 s \| \| 3. \| Felice Gimondi \| Italien \| Salvarani \| + 15 s \| \| 4. \| Franco Bitossi \| Italien \| Filotex \| + 23 s \| \| 5. \| Harry Steevens \| Niederlande \| Willem II-Gazelle \| + 25 s \| \| 6. \| Eric Leman \| Belgien \| Flandria-De Clerck \| + 25 s \| \| 7. \| Eddy Merckx \| Belgien \| Faema \| + 25 s \| \| 8. \| Jean Jourden \| Frankreich \| Frimatic-de Gribaldy \| + 25 s \| \| 9. \| Raymond Poulidor \| Frankreich \| Mercier-BP-Hutchinson \| + 25 s \| \| 10. \| Karl Brand \| Schweiz \| Tigra-Enicar \| + 25 s \| |                  |             |                       |                  |
| |                  |             |                       |                  |
| |                  |             |                       |                  |
| Gesamtwertung |                  |             |                       |                  |
| Fahrer | Fahrer           | Land        | Team                  | Zeit             |
| 1. | Michele Dancelli | Italien     | Pepsi-Cola            | 20 h 36 min 08 s |
| 2. | Marino Basso     | Italien     | Molteni               | + 5 s            |
| 3. | Felice Gimondi   | Italien     | Salvarani             | + 15 s           |
| 4. | Franco Bitossi   | Italien     | Filotex               | + 23 s           |
| 5. | Harry Steevens   | Niederlande | Willem II-Gazelle     | + 25 s           |
| 6. | Eric Leman       | Belgien     | Flandria-De Clerck    | + 25 s           |
| 7. | Eddy Merckx      | Belgien     | Faema                 | + 25 s           |
| 8. | Jean Jourden     | Frankreich  | Frimatic-de Gribaldy  | + 25 s           |
| 9. | Raymond Poulidor | Frankreich  | Mercier-BP-Hutchinson | + 25 s           |
| 10. | Karl Brand       | Schweiz     | Tigra-Enicar          | + 25 s           |

### Teamwertung
| Mannschaftswertung | Mannschaftswertung | Mannschaftswertung | Mannschaftswertung |
| Team               | Team               | Land               | Zeit               |
| ------------------ | ------------------ | ------------------ | ------------------ |
| 1.                 | Faema              | Italien            | 65 h 33 min 34 s   |
| 2.                 | Molteni            | Italien            | + 65 h 33 min 41 s |
| 3.                 | Salvarani          | Italien            | + 65 h 35 min 30 s |